# Tasman (rivière)
Pour les articles homonymes, voir Tasman.
La rivière Tasman  (anglais : Tasman River) est un cours d’eau alpin, étalé, s’écoulant dans le district de Mackenzie, dans la région de Canterbury, dans l’Île du Sud de la Nouvelle-Zélande.

## Géographie
La source de la rivière est située sur les pentes du Mont Aoraki/Mont Cook dans le Parc national Aoraki/Mount Cook, d’où elle émerge du glacier Tasman et du glacier Murchison (en). Elle est aussi alimentée par un court affluent du glacier Hooker et du glacier Mueller.

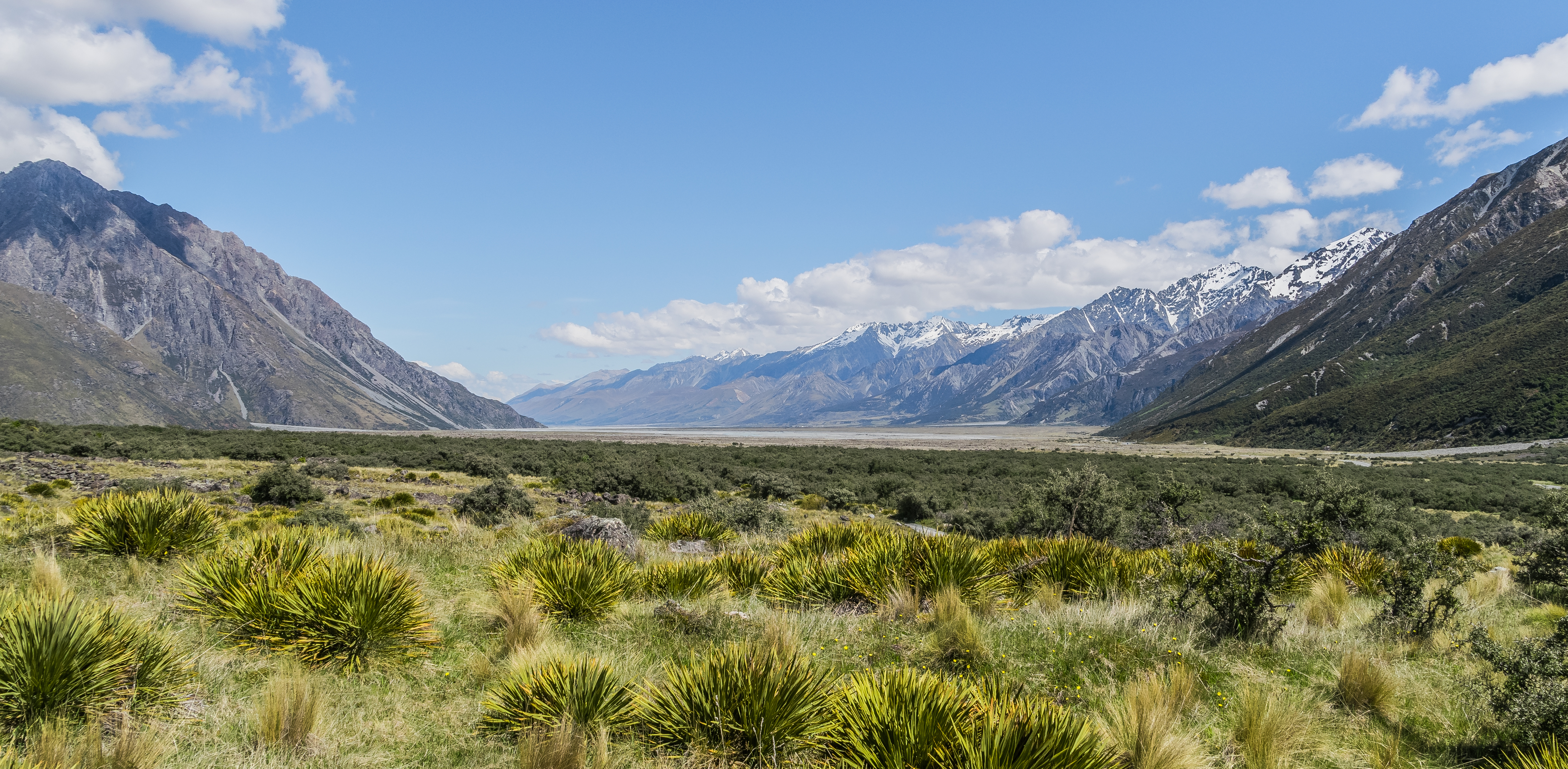
La vallée de la rivière Tasman, dans l'île du Sud de la Nouvelle-Zélande

Elle s’écoule vers le sud sur 25 kilomètres à partir des Alpes du Sud jusque dans la partie supérieure d’un lac glaciaire et le lac Pukaki, formant l’origine ultime du projet du « Waitaki hydroelectic scheme » dans le cadre du liste des barrages et réservoirs en Nouvelle-Zélande (en).